# Стрелчанска Луда Яна
Стрелчанска Луда Яна е река в Южна България – Софийска област, община Копривщица и Област Пазарджик, общини Стрелча и Панагюрище, ляв приток на Луда Яна. Дължината ѝ е 39 km.
Стрелчанска Луда Яна извира от 1472 m н.в., на 2,2 km югоизточно от връх Голям Богдан (1604 m) в Същинска Средна гора под името Медедере. До град Стрелча тече в югозападна посока в дълбока долина. Преди града завива на юг и вече под името Стрелчанска Луда Яна пресича града и малката Стрелчанска котловина и отново навлиза в дълбока долина. На 5 km преди устието си завива на запад-югозапад и се влива отляво в река Луда Яна на 332 m н.в., на 1 км югоизточно от село Попинци, община Панагюрище.
Площта на водосборния басейн на Стрелчанска Луда Яна е 173 km2, което представлява 25,3% от водосборния басейн на река Луда Яна.
Основни притоци: → ляв приток, ← десен приток
- ← Дълбокото дере
- ← Азанско дере
- ← Бъзево дере
- → Кладнидялска река
- ← Скумсале
- ← Черешката
- → Церов дол
- ← Четлево дере (Русалин)
- → Граднишки дол

Реката е с дъждовно-снежно подхранване, като максимумът е от февруари до май, а минимумът – август-октомври. Среден годишен отток при град Стрелча 0,88 m3/s.
Единственото селище разположено по течението на реката е град Стрелча.
В Стрелчанската котловина водите на реката се използват за напояване.
След града част от водите на Стрелчанска Луда Яна се отклоняват на югоизток по изграден канал в река Калаващица, вливаща се в язовир Пясъчник.

## Топографска карта
- Лист от карта K-35-49. Мащаб: 1 : 100 000.